# В'яз
В'яз (Ulmus) — рід дерев родини в'язових (Ulmaceae). Рід нараховує 37 видів, що зростають у Євразії, Північній Африці, Північній Америці й Центральній Америці. Плід — горішок, оточений крилоподібним виростом. В'язи поширені по всій Україні, особливо в Лісостепу і Степу.
В Україні ростуть: в'яз еліптичний (Ulmus elliptica), в'яз шорсткий (Ulmus glabra), в'яз гладкий (Ulmus laevis), берест (Ulmus minor); інтродукований в'яз низький (Ulmus pumila). 

## Назви
Види в'яза відомі під назвами: бе́рест, ільма, діал. карагач, бересток. Українська назва походить від праслов'янського *vęzъ, споріднене з латвійським vîksna, литовським vi̇̀nkšna, та ін.; походить від індоєвропейського *uinǵ.
В 2023 році, згідно наказу Міністра захисту довкілля та природних ресурсів України № 695/39751 від 05.05.2023 року в'яз низький включений до "Переліку чужорідних видів дерев, заборонених у відтворенні лісів", з відповідною забороною використовувати його для створення та відновлення лісів та полезахисних смуг в Україні.

## Біоморфологічна характеристика
Це дерево, рідше кущ до 35 метрів заввишки, листопадні або вічнозелені; крони мінливі. Кора сіра, коричнева або оливкова до червонуватої, коричнево-коричневої або помаранчевої, глибоко борозниста, іноді з пластинками. Гілки нерозгалужені, від тонких до товстих; гілочки від голих до запушених. Листя іноді пізно опадає; прилистків 2,від ланцетно-яйцеподібних до лінійних, плівчасті опадають рано. Листкова пластинка від яйцеподібної до оберненояйцеподібної або еліптичної, основа зазвичай коса, іноді серцеподібна або округла до клиноподібної, краї пилчасті до подвійно пілчастих; жилкування перисте. Суцвіття: пучки або китицеподібні, на ніжці або майже сидячі, підкріплені 2 приквітками. Квіти на гілках попереднього сезону, з'являються навесні до розпускання листя або восени, двостатеві, на квітконіжці або сидячі; оцвітина зазвичай дзвонова; чашечка 3–9-лопатева; тичинки 3–9 (дорівнює кількості листочків оцвітини). Плід — крилатка, зазвичай сплющена, перетинчасте крило; насінина в центрі або ближче до верхівки, стиснута або ± опукла. x = 14.

## Практичне використання

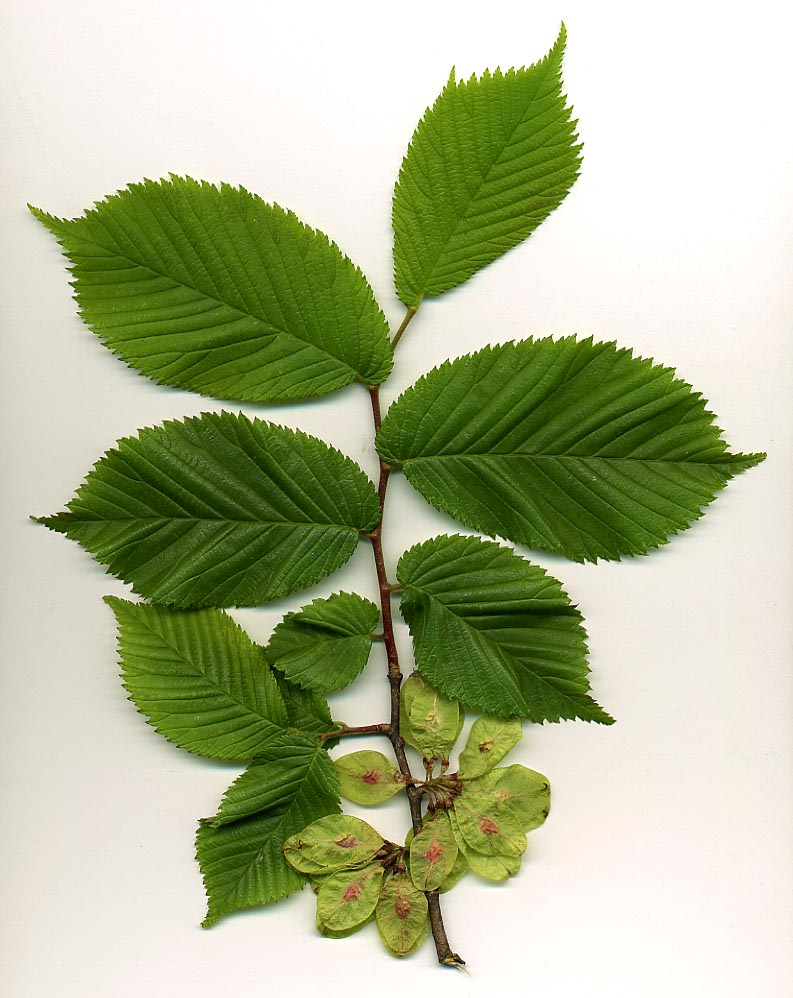
Гілка в'яза шорсткого

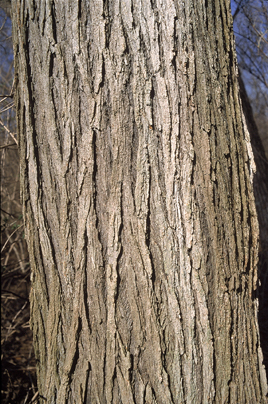
Зріла кора в'яза червоного

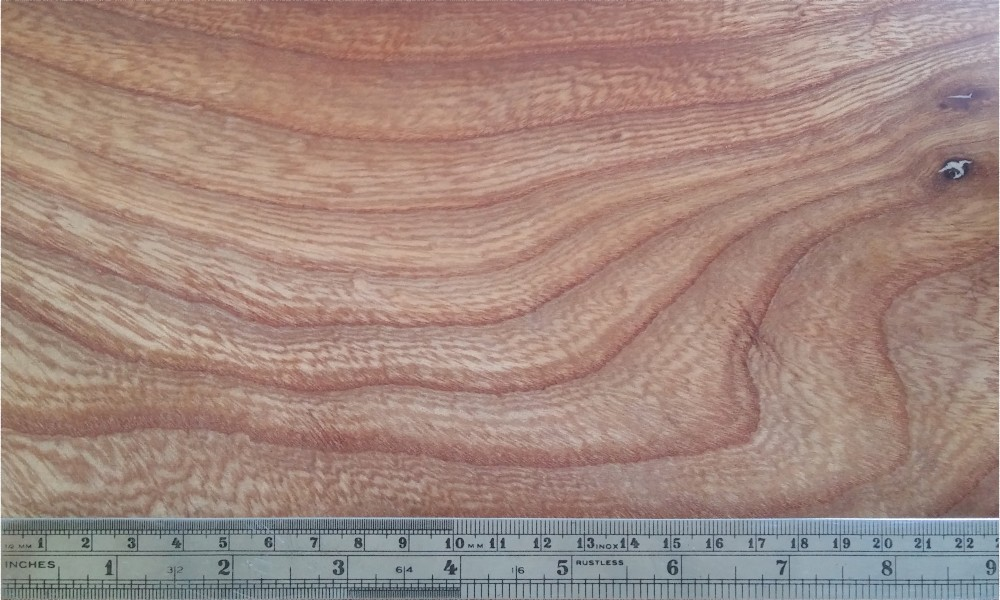
Деревина в'яза

Деревинна, медоносна, лікарська танідоносна, фарбувальна, волокниста, жироолійна, декоративна і фітомеліоративна рослина.
В'язи дають гарну деревину. Деревина в'яза гладенького щільна, в'язка, тверда, пружна, незначно жолобиться і розтріскується від висушування, важко колеться і обробляється, красивої текстури, добре полірується. Використовується для підводних і підземних споруд, у вагонобудуванні, меблевій промисловості, у будівництві (оздоблення приміщень, паркет). 3 неї виготовляють колеса для возів, полозки, дуги, голоблі, гальмові колодки, дерев'яні частини машин. Властивості деревини в'яза листуватого подібні до деревини в'яза гладенького. Застосовується у меблевому виробництві (дошки і облицювальна фанера), де ціниться за яскравий червоно-бурий колір ядра. 3 неї виготовляють колеса для возів, підводні деталі суден. В'яз листуватий часом має напливи (капи), які високо ціняться в токарній справі і для виготовлення фанери з красивим рисунком. Деревина решти видів в'язів за технічними властивостями близька до деревини описаних вище видів і може знайти подібне застосування.
Корковий шар, крім в'яза коркового, утворюється також у окремих дерев в'язів листуватого й шорсткого.
В'яз гладенький і шорсткий — добрі ранньовесняні медоноси. В сприятливі весни бджоли збирають з них багато нектару, пилку й клею. На жаль, на в'язах влітку попелиці виділяють багато паді, з якої бджоли виробляють падевий мед. Інші види в'яза як медоноси мають менше значення.
У народній медицині застосовують кору в'яза гладенького, а також листя й кору в'яза листуватого. Кору в'яза гладенького використовують внутрішньо при водянці, хронічному ревматизмі й гарячці (разом з корою козячої верби і березовими бруньками), як протипростудний засіб; зовнішньо — як протизапальний засіб при опіках (у вигляді мазі або примочки з відвару кори).
Міцний відвар листків в'яза листуватого використовують для ванн при переломах кінцівок після зняття гіпсу. Настій кори його багатий на слиз і дубильні речовини. його застосовують для полоскання рота при цинзі і для обливання при захворюванні шкіри.
У корі в'яза листуватого міститься 3,6-4,8 %, а шорсткого — до 3 % танідів. Їх кору іноді використовують для дублення шкур.
Корою в'яза листуватого і коркового можна фарбувати шовк і вовну у жовтий колір.
3 лубу в'яза гладенького і листуватого виготовляють саморобні мотузки, а з листуватого — ще й циновки. Луб в'яза шорсткого використовують як підв'язувальний матеріал.
У насінні в'яза листуватого міститься до 28 % зеленої, без запаху й смаку невисихаючої олії, придатної для виготовлення мила, насіння в'яза коркового містить 29,7 % жирної невисихаючої олії.
Для озеленення в умовах України рекомендують усі згадані види в'язів.
В'яз гладенький має могутню, тінисту крону, тому використовується для групових, поодиноких і алейних насаджень. Він добре піддається стрижці і довго зберігає надану йому форму. На заасфальтованих вулицях часто суховершинить і уражується голландською хворобою (графіоз), з якою важко боротися. Серед декоративних форм особливо ефектні із сріблястострокатими і червоними листками. У лісомеліоративних насадженнях в'яз гладенький як вологолюбна порода застосовується обмежено. В умовах Степу його рекомендують як супутню породу.
Стовбур в'яза листуватого могутній, крона шатроподібна. Рекомендується для групових, поодиноких і алейних насаджень, для живих огорож. Красиві декоративні його форми: плакуча, пірамідальна й куляста. Завдяки могутній, глибокій кореневій системі з багатьма кореневими паростками він придатний для заліснення ярів і балок.
Крона в'яза шорсткого густа широкоциліндрична, зверху округла. В декоративному садівництві ціниться як порода з особливо темною зеленню. Не витримує засолених ґрунтів. Відомі декоративні форми з плакучою і колоноподібною формами крони і з строкатими листками. Рекомендується для групових, поодиноких і алейних насаджень.
Як вологолюбну рослину в лісомеліоративних насадженнях використовують обмежено. Придатний для протиерозійних насаджень по найменш змитих ділянках і зволожених місцезростаннях.
В'яз корковий — найбільш ксерофітний вид серед в'язів. Рекомендується для захисних насаджень на схилах ярів, балок, особливо в посушливих районах Степу.
В'яз листуватий являє певний інтерес як джерело гілкового корму. Гілки, заготовлені в травні, містять протеїн (13,1 %), жир (до 4,2 %), клітковину (до 28,4 %), безазотисті екстрактивні речовини (до 48,1 %) і поїдаються всіма тваринами. Плоди в'яза листуватого багаті на білки й жири, в них міститься мало клітковини і дуже мало танідів, тому особливо придатні для годівлі молочних корів. Висушене, змелене і зварене насіння в'яза листуватого — гарний корм для свиней.

## Види
До роду належить 37 видів згідно з Plants of the World Online:
1. Ulmus alata Michx.
2. Ulmus americana L.
3. Ulmus bergmanniana C.K.Schneid.
4. Ulmus boissieri Grudz.
5. Ulmus castaneifolia Hemsl.
6. Ulmus changii W.C.Cheng
7. Ulmus chenmoui W.C.Cheng
8. Ulmus chumlia Melville & Heybroek
9. Ulmus crassifolia Nutt.
10. Ulmus davidiana Planch.
11. Ulmus elliptica K.Koch
12. Ulmus elongata L.K.Fu & C.S.Ding
13. Ulmus gaussenii W.C.Cheng
14. Ulmus glabra Huds.
15. Ulmus glaucescens Franch.
16. Ulmus harbinensis S.Q.Nie & G.Q.Huang
17. Ulmus ismaelis Todzia & Panero
18. Ulmus kunmingensis W.C.Cheng
19. Ulmus laciniata (Herder) Mayr ex Schwapp.
20. Ulmus laevis Pall.
21. Ulmus lamellosa C.Wang & S.L.Chang
22. Ulmus lanceifolia Roxb.
23. Ulmus macrocarpa Hance
24. Ulmus mexicana (Liebm.) Planch.
25. Ulmus microcarpa L.K.Fu
26. Ulmus minor Mill.
27. Ulmus parvifolia Jacq.
28. Ulmus prunifolia W.C.Cheng & L.K.Fu
29. Ulmus pseudopropinqua F.T.Wang & S.X.Li
30. Ulmus pumila L.
31. Ulmus rubra Muhl.
32. Ulmus serotina Sarg.
33. Ulmus szechuanica W.P.Fang
34. Ulmus thomasii Sarg.
35. Ulmus uyematsui Hayata
36. Ulmus villosa Brandis ex Gamble
37. Ulmus wallichiana Planch.

Описано кілька десятків викопних видів, зокрема Ulmus chuchuanus, Ulmus okanaganensis.

## Галерея

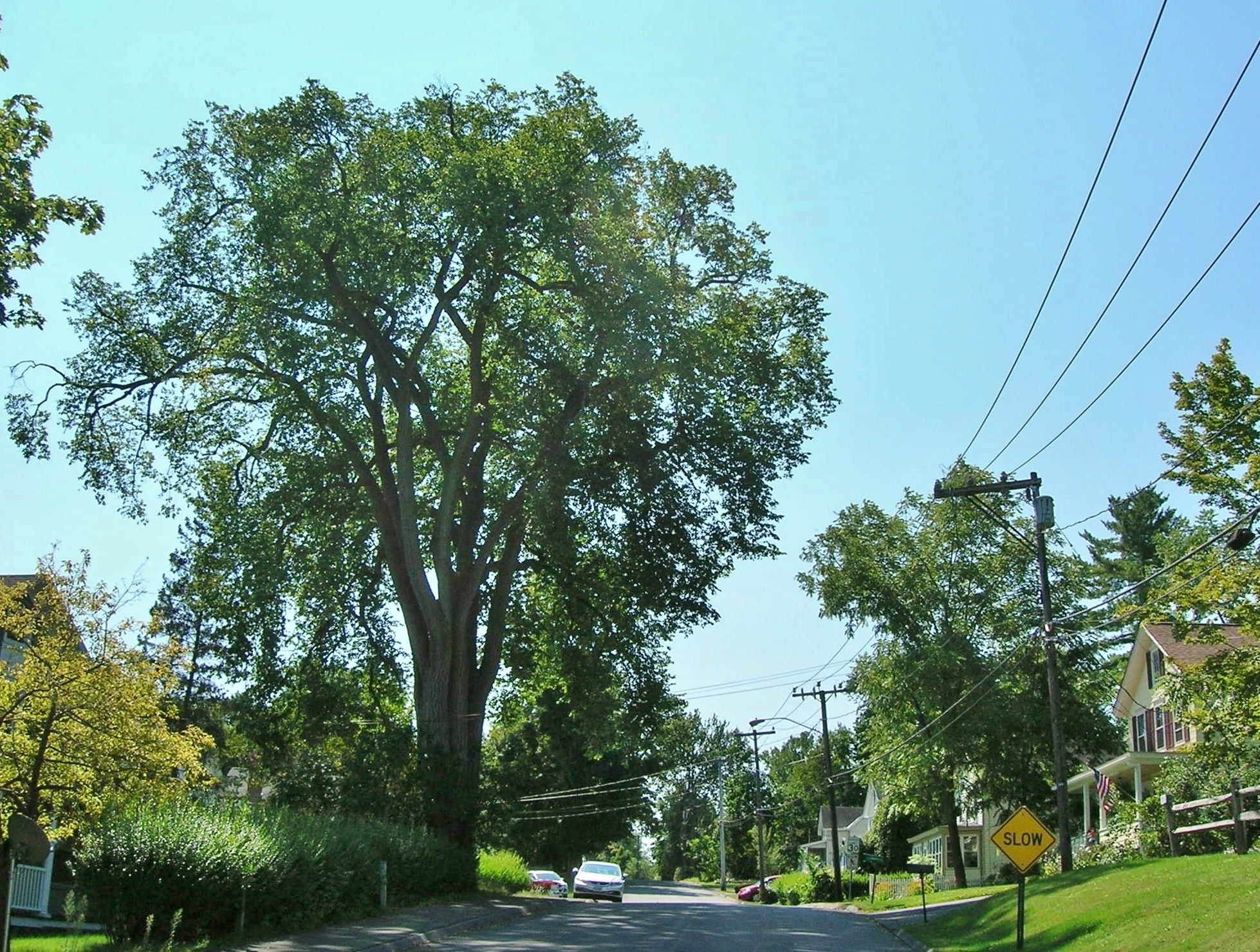
В'яз американський (Ulmus americana)
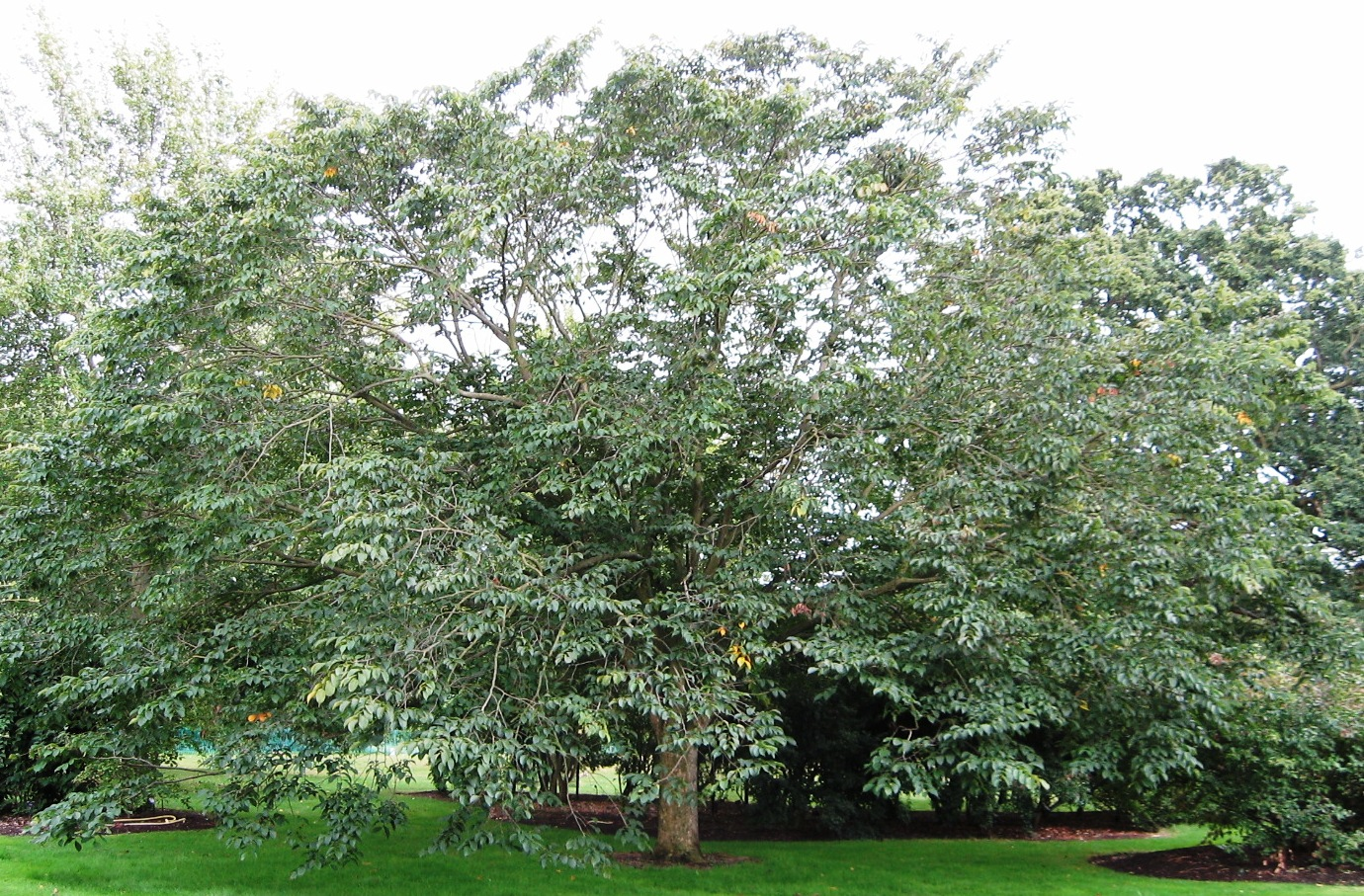
Ulmus bergmanniana
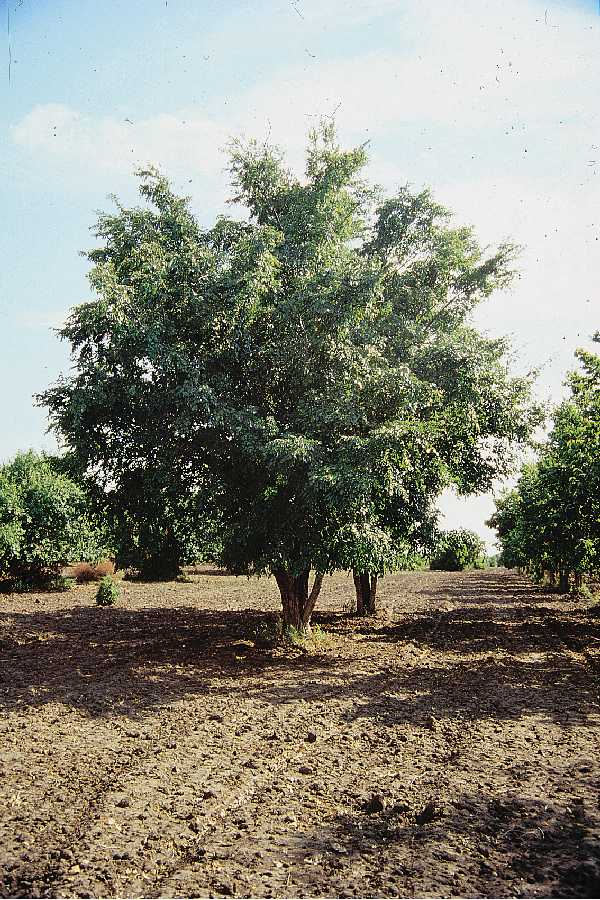
Ulmus davidiana
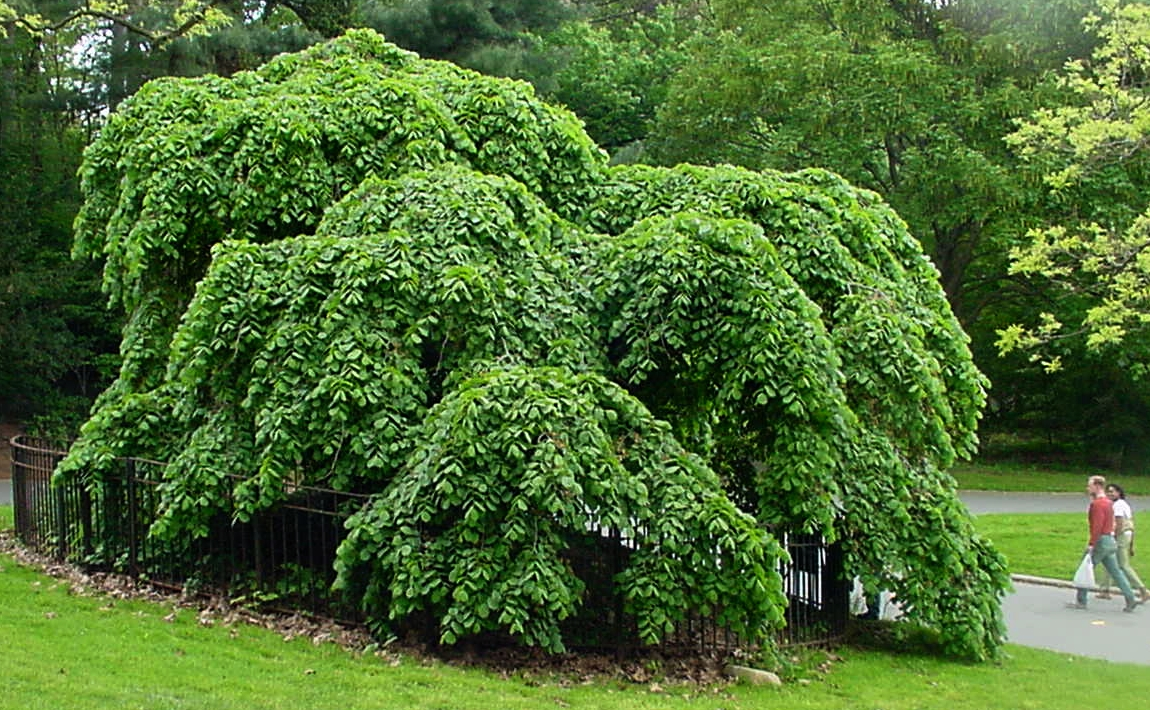
В'яз шорсткий (Ulmus glabra)
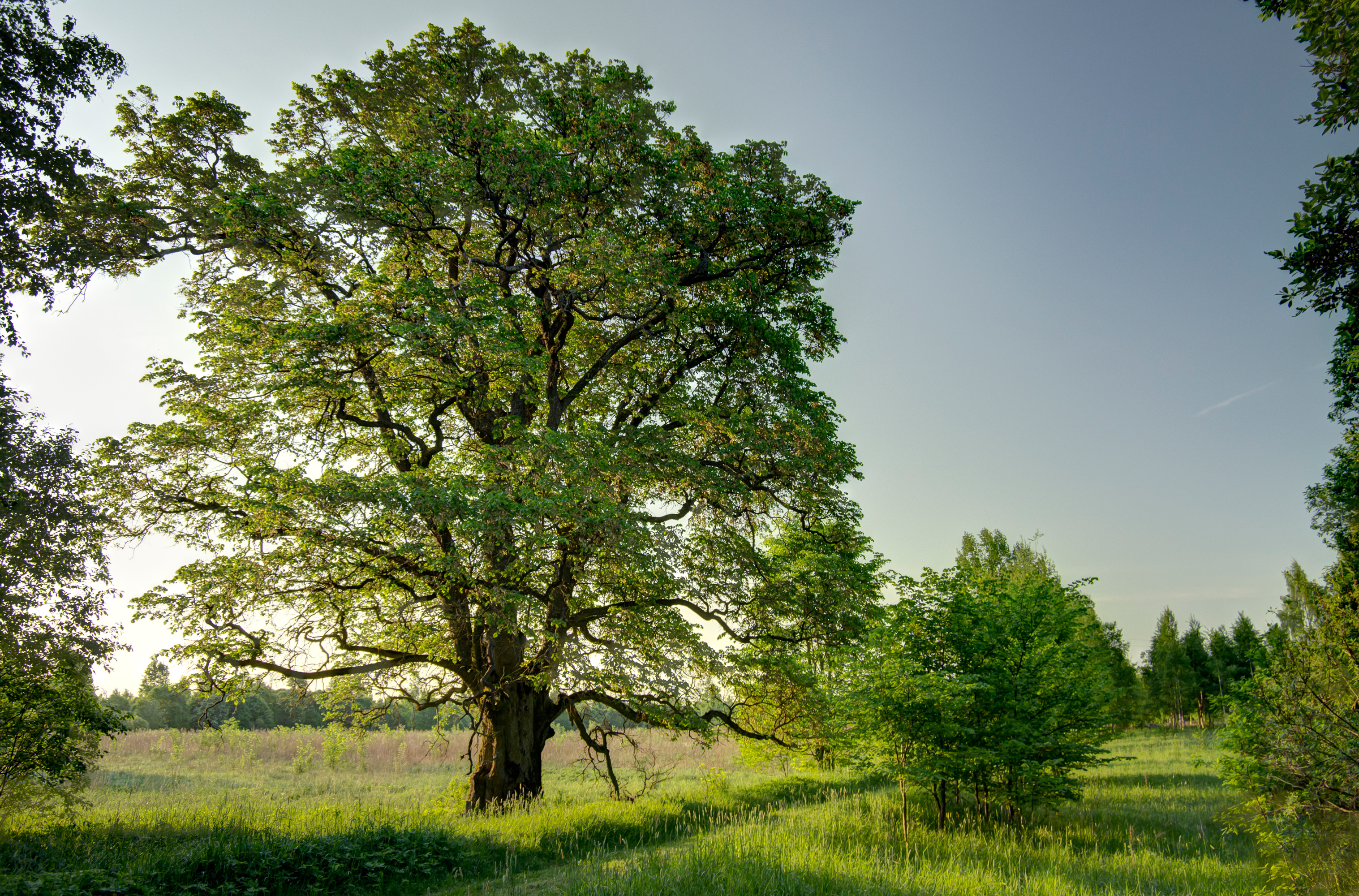
В'яз гладкий (Ulmus laevis)
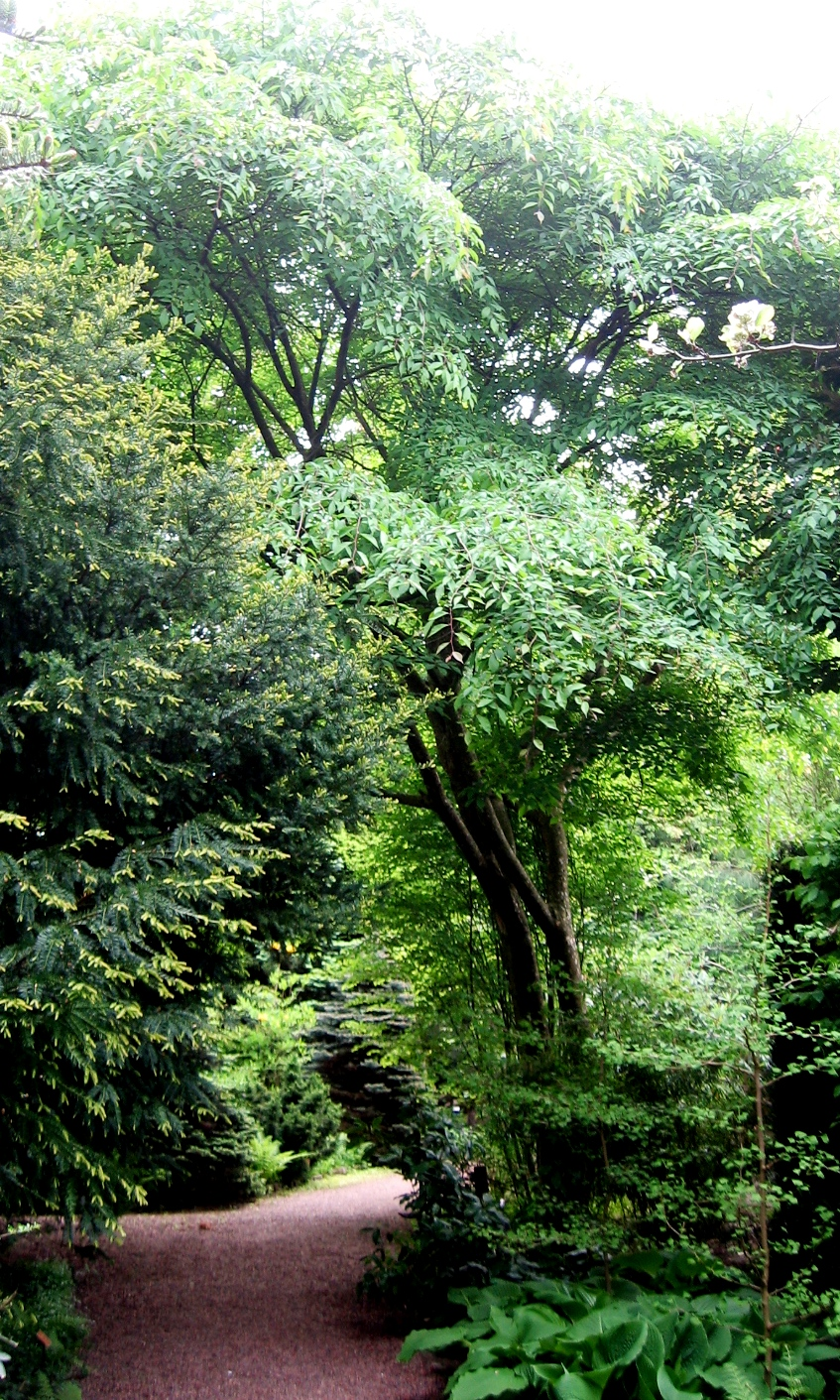
Ulmus lamellosa
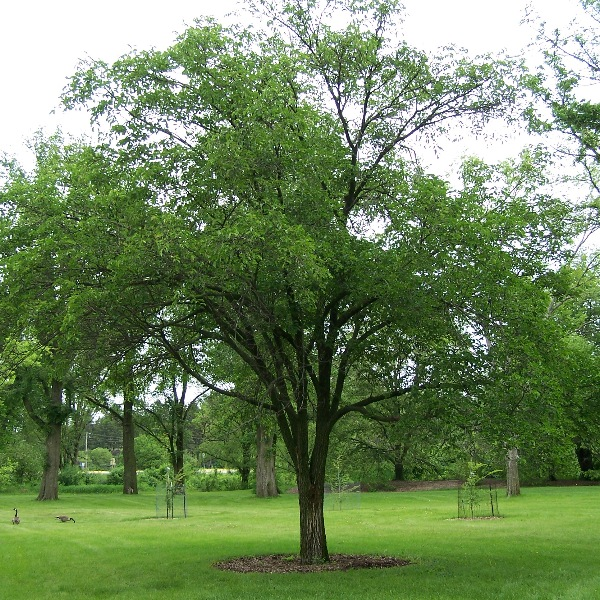
Ulmus macrocarpa
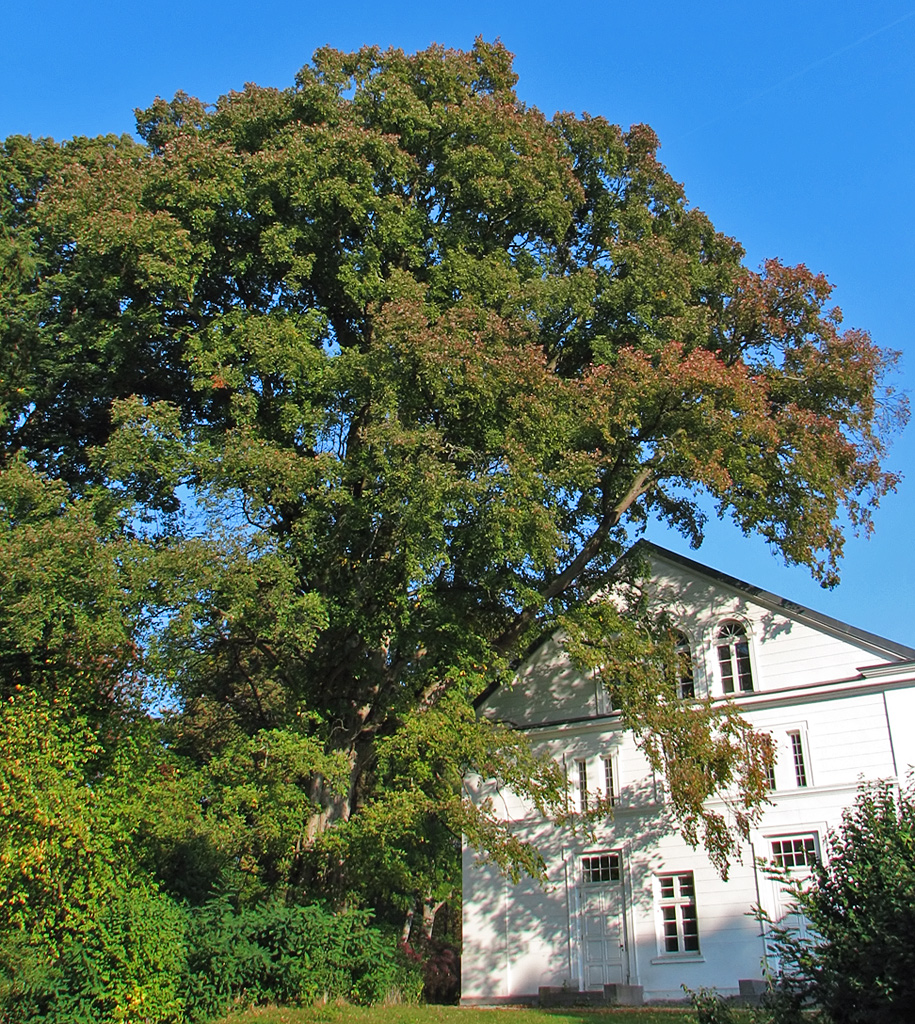
Берест (Ulmus minor)
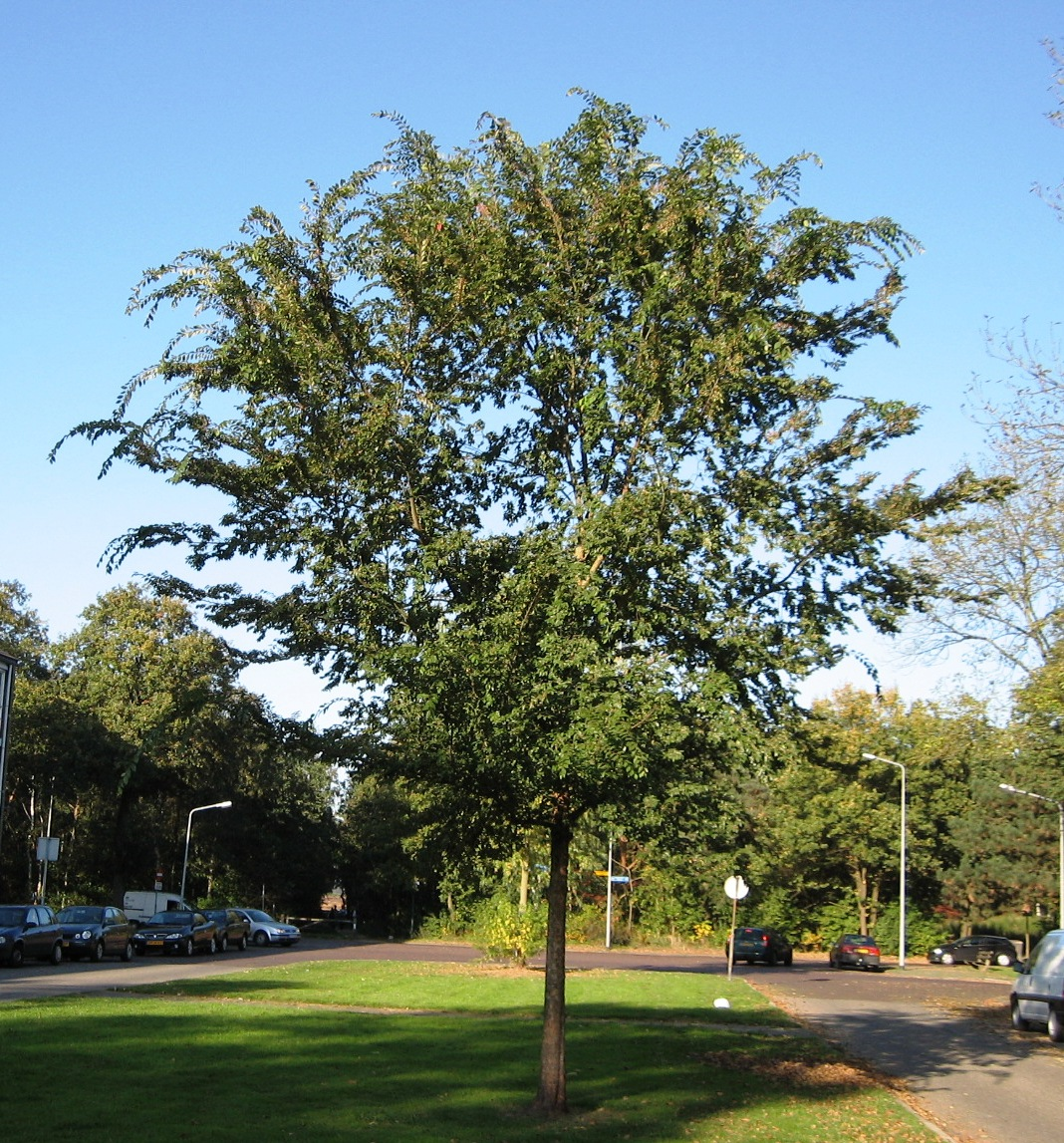
В'яз китайський (Ulmus parvifolia)
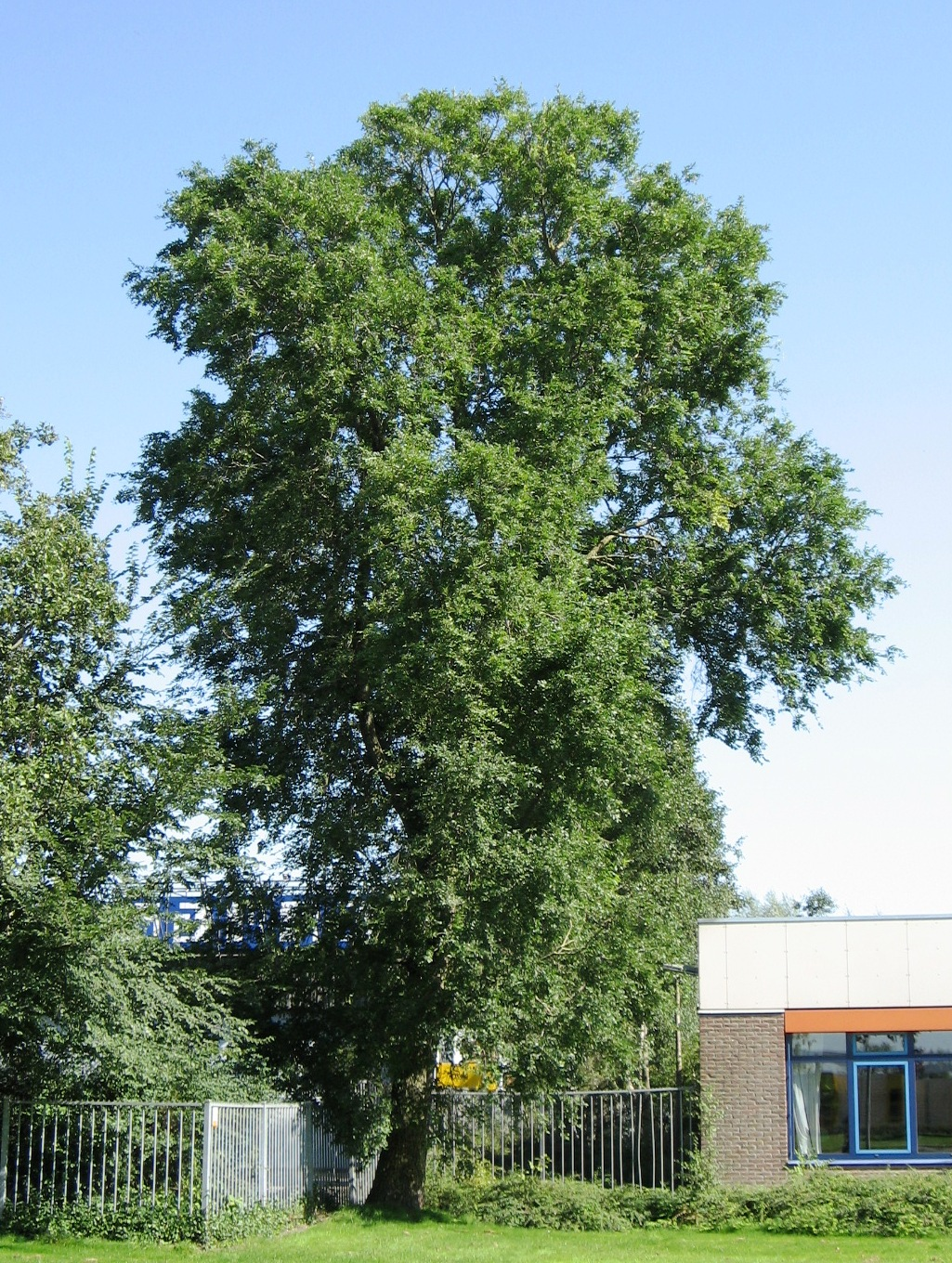
В'яз низький (Ulmus pumila)
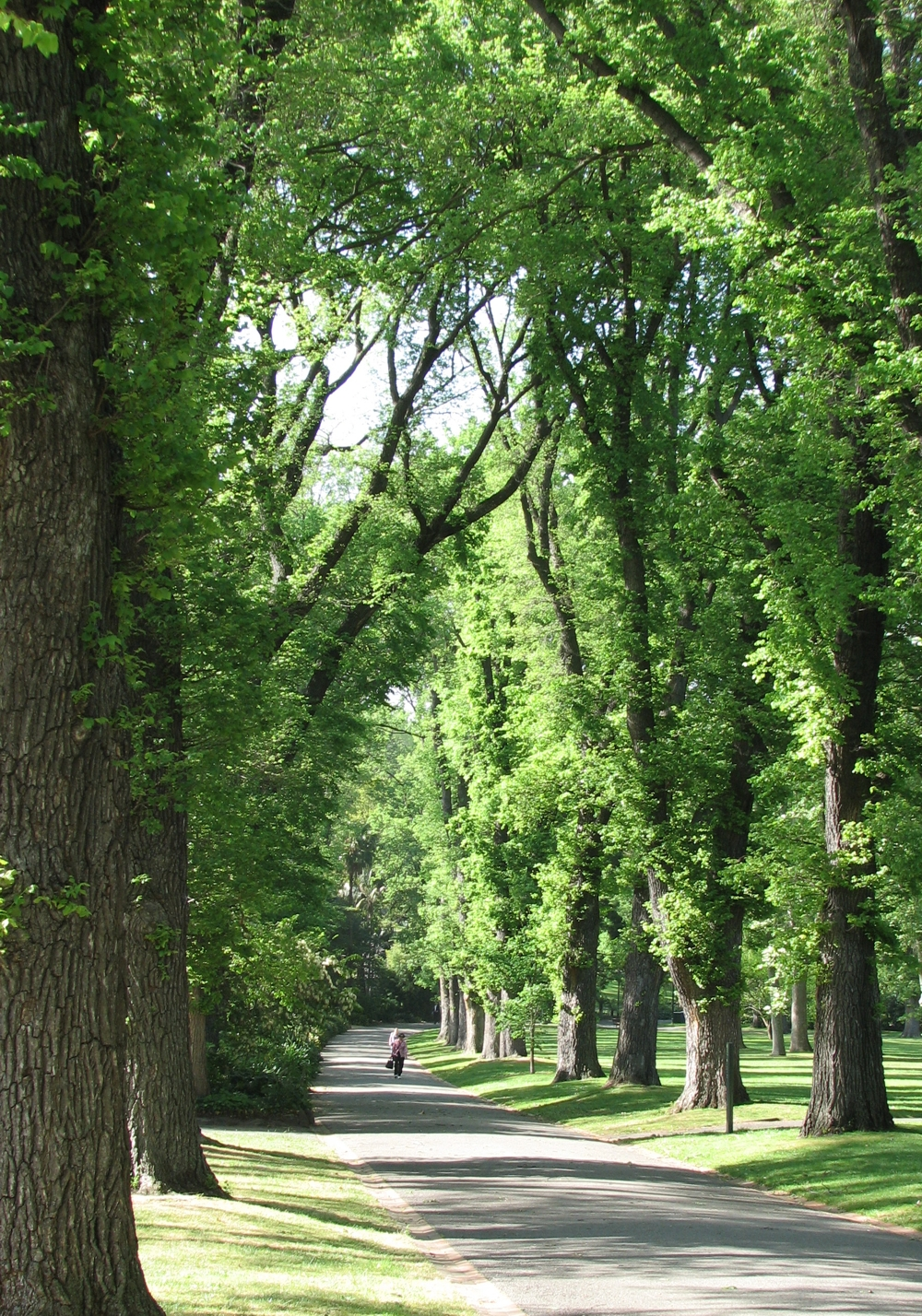
Алея в'язів в саду Фіцрой (Мельбурн)
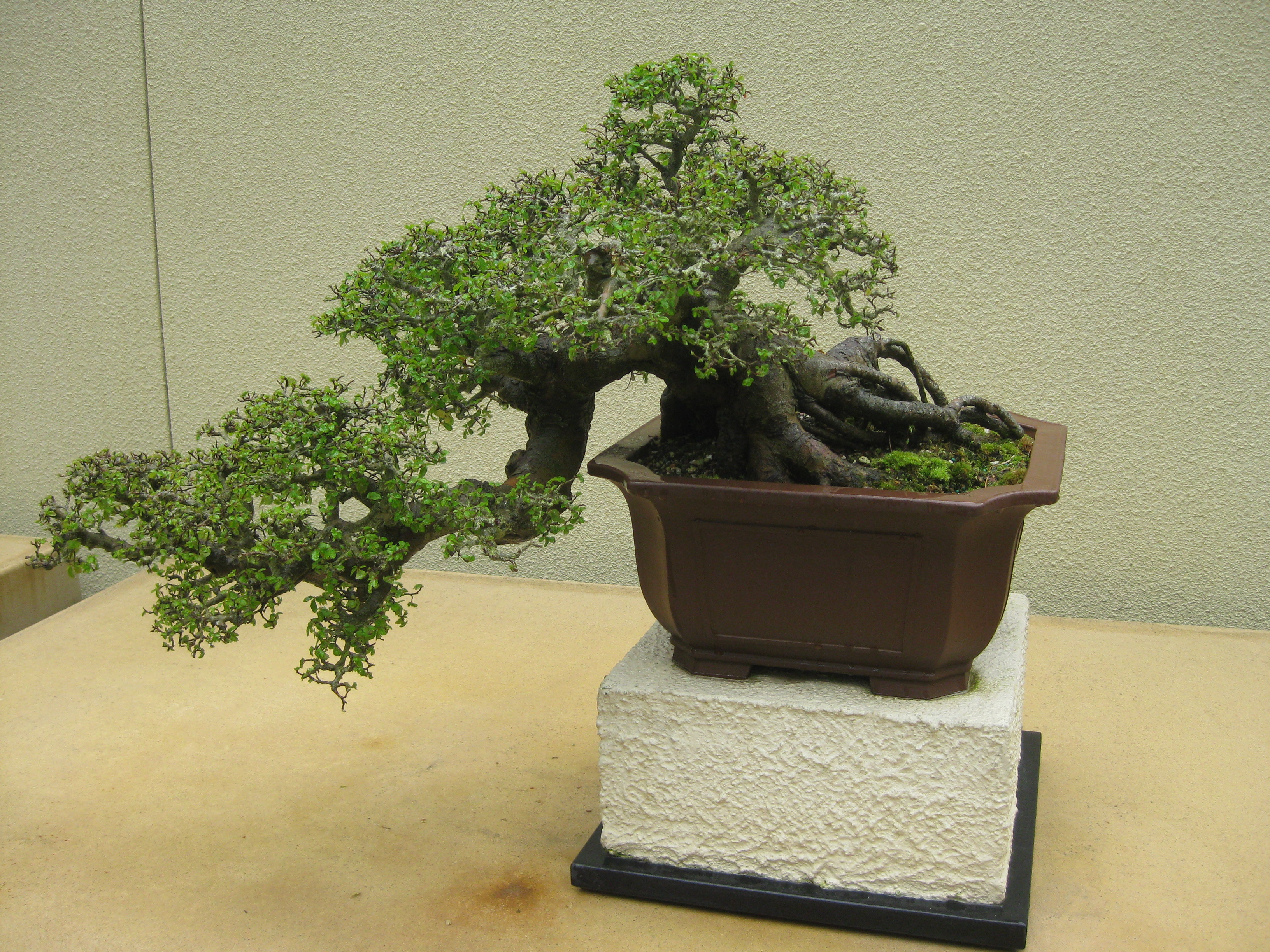
Бонсай (Ulmus Parvifolia)